# Ebisugawa-dōri
L'Ebisugawa-dōri (夷川通, Ebisugawa-dōri), littéralement Rue Ebisugawa, est une voie du centre-ville de Kyoto, dans l'arrondissement de Nakagyō. Orientée est-ouest, elle débute au Kumano-michi, sur la berge est de la rivière Kamo et termine au Horikawa-dōri (en), à l'ouest. Elle est réputée pour abriter de nombreux magasins d'ameublement spécialisés.

## Description

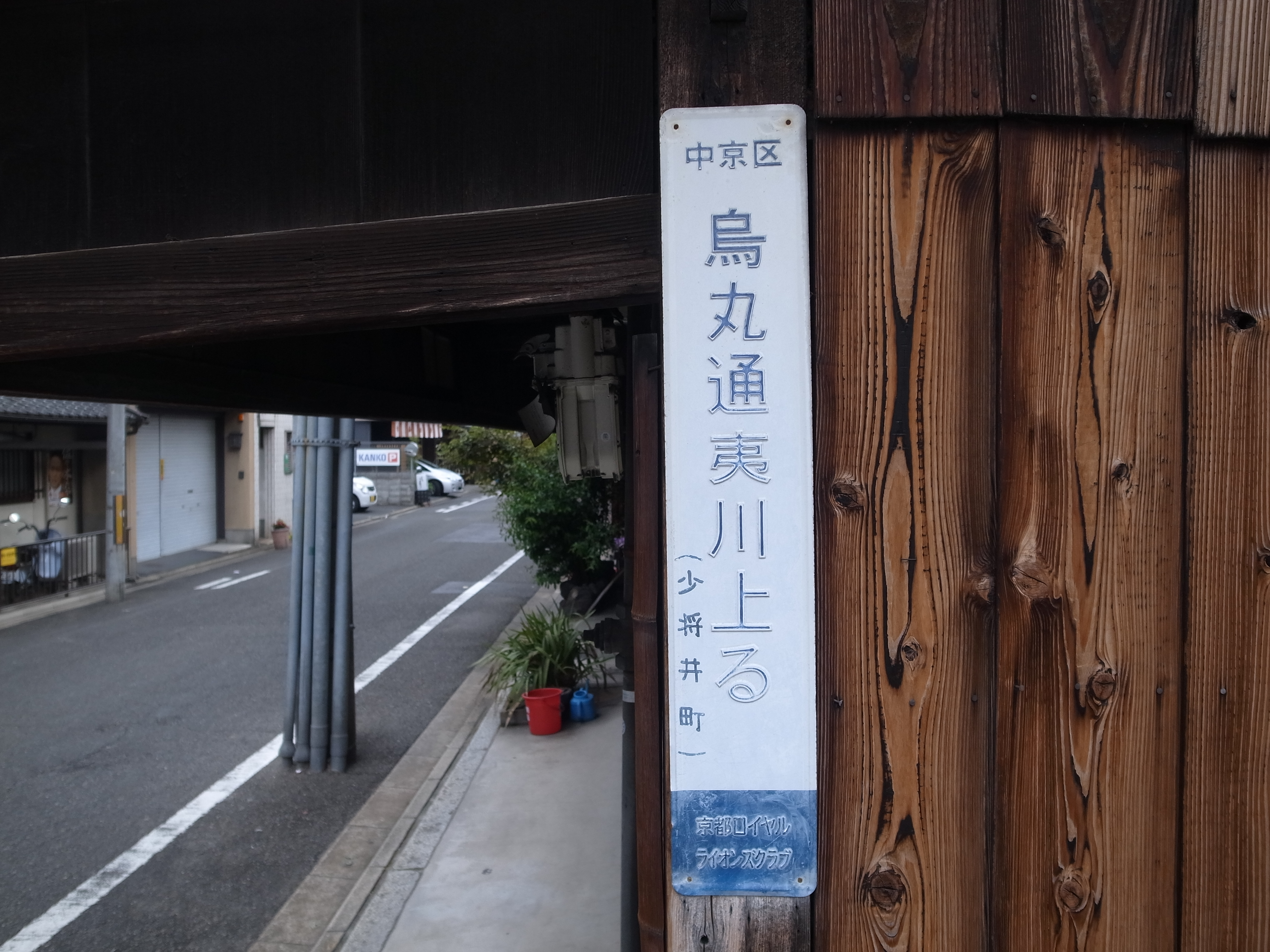
Coin des rues Ebisugawa et Karasuma.

### Situation
La voie est située au centre nord de la ville de Kyoto, quelques rues au sud du Palais impérial.
Elle est suivie au nord par le Takeyamachi-dōri, et le Reisen-dōri (冷泉通), qui reprend son ancien nom, de l'autre côté du Kamo, et précède le Nijō-dōri. La rue débute au Kumano-michi, de l'autre côté du Kamo, et continue sinueusement jusqu'au Kawabata-dōri, où elle est interrompue par la rivière. La rue continue de l'autre côté de la rivière, à partir de Kiyamachi, et continue en ligne droite jusqu'à Horikawa, devant le château Nijō.

### Voies rencontrées
De l'est vers l'ouest, en sens unique. Les voies rencontrées de la droite sont mentionnées par (d), tandis que celles rencontrées de la gauche, par (g).
1. Kumano-michi (熊野道)
2. Kawabata-dōri (ja) (川端通), Rivière Kamo
3. (g) Kiyamachi-dōri (en) (木屋町通)
4. (d) Dotemachi-dōri (土手町通)
5. (d) Nakamachi-dōri (中町通)
6. Kawaramachi-dōri (en) (河原町通)
7. Shinsawaragichō-dōri (新椹木町通)
8. Shinkarasuma-dōri (新烏丸通)
9. Teramachi-dōri (en) (寺町通)
10. Gokomachi-dōri (御幸町通)
11. Fuyachō-dōri (ja) (麩屋町通)
12. Tominokōji-dōri (富小路通)
13. Yanaginobanba-dōri (ja) (柳馬場通)
14. Sakaimachi-dōri (堺町通)
15. Takakura-dōri (ja) (高倉通)
16. Ainomachi-dōri (間之町通)
17. Higashinotōin-dōri (en) (東洞院通)
18. Kurumayachō-dōri (車屋町通)
19. Karasuma-dōri (en) (烏丸通)
20. Ryōgaemachi-dōri (両替町通)
21. Muromachi-dōri (en) (室町通)
22. Koromonotana-dōri (衣棚通)
23. Shinmachi-dōri (ja) (新町通)
24. Kamanza-dōri (釜座通)
25. Nishinotōin-dōri (ja) (西洞院通)
26. Ogawa-dōri (小川通)
27. Aburanokōji-dōri (ja) (油小路通)
28. Higashihorikawa-dōri (en) (東堀川通)
29. Horikawa-dōri (en) (堀川通)

### Transports en commun
La rue est accessible par les stations Kyōto Shiyakusho-mae, Marutamachi et Karasuma-Oike du métro de Kyoto et la gare de Jingū-Marutamachi de la ligne Keihan-Ōtō.

## Odonymie
Le nom Ebisugawa, qui signifie rivière Ebisu, vient du nom d'une rivière qui y coulait entre le Nishinotōin-dōri et l'Ogawa-dōri, l'Ebisugawa (恵比須川 / 夷川).

## Histoire
À l'époque de la ville impériale, la rue s'appelait la ruelle Reisen (冷泉小路, Reisenkōji). En 1602, la portion de l'Ebisugawa-dōri après le Horikawa-dōri est supprimée pour faire place au château de Nijō.
Vers la fin de l'époque d'Edo, la rue commence à devenir une rue commerçante après que de nombreuses enseignes y déménagent à la suite du feu causé par la rébellion des portes Hamaguri en 1864. Ebisugawa se spécialise peu à peu dans l'ameublement, avec un pic de popularité dans les années 1980. Après cela, l'industrie a commencé à décliner, avec une émigration massive vers les banlieues, ce qui a forcé la fermeture de nombreuses boutiques d'ameublement. Plus récemment, vers le milieu des années 2010, de nouveaux complexes d'habitations sont construits à l'emplacement d'anciennes boutiques et la rue connait un regain en popularité de touristes et de jeunes familles. De nouvelles boutiques de différentes spécialités ouvrent, comme des cafés, des boulangeries et des boutiques d'arrangement floral, entre autres.
Un pont reliant l'Ebisugawa-dōri à l'autre berge est inauguré au début de l'ère Taishō, le pont Ebisugawa (夷川橋, Ebisugawa-bashi). Le pont reste avant de disparaître entre 1952 et 1958. Des sources racontent qu'il aurait disparu lors des inondations de 1945 ou pendant le Typhon Jane (en) de 1950, mais il apparaît sur la carte de la ville de 1951. Des pierres de gué inaugurées dans les années récentes remplacent le pont,.

## Patrimoine et lieux d'intérêt

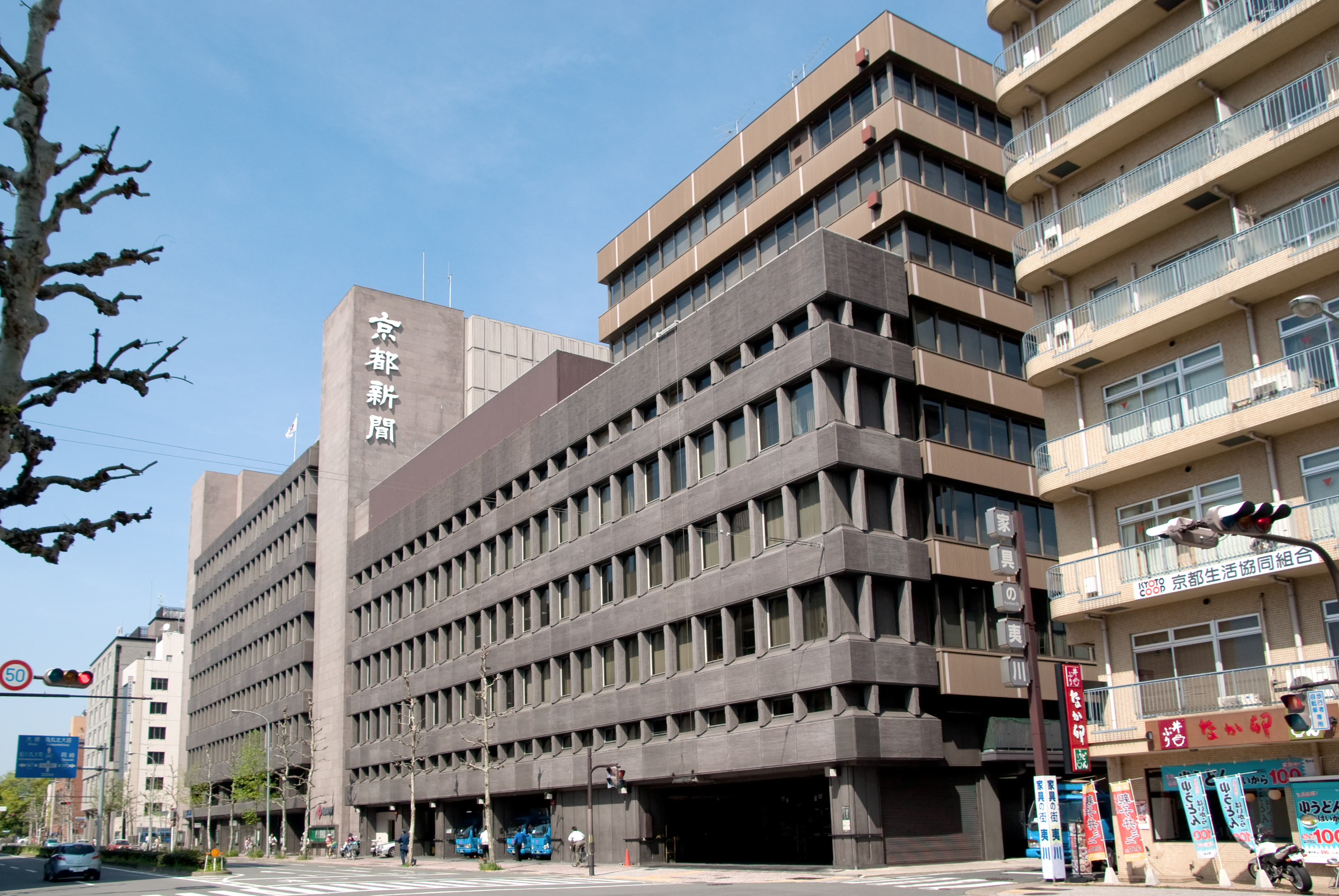
Bureaux du Kyoto Shimbun.

Les bureaux du journal local Kyoto Shimbun se trouve au coin de l'Ebisugawa-dōri et du Karasuma-dōri.
La portion entre le Teramachi-dōri et le Karasuma-dōri est connue comme l'Ebisugawa de l'ameublement (家具の夷川), une ancienne rue commerçante spécialisée dans l'ameublement. Même si plusieurs boutiques ont fermé, on y retrouve toujours des boutiques spécialisées en ferrure de fenêtre, pièces en fer forgé, meubles en bois, mais aussi d'autres commerces ouverts plus récemment. Anciennement s'y trouvait aussi des maisons de ville traditionnelles, remplacées par des maisons modernes et des complexes d'appartements. Après le Karasuma-dōri, la rue est plutôt paisible et on y trouve plusieurs maisons traditionnelles.
Quelques lieux d'intérêt sur la rue :
- Château de Nijō[5]
- Pierres de gué de Nijō[6]